# 守屋典郎
守屋 典郎（もりや ふみお、1907年3月12日 - 1996年7月17日）は、日本の弁護士、左翼活動家、経済学者。

## 経歴
東京出身。本籍・岡山県小田郡矢掛町。父は第11・12代岡山市長、衆議院議員の守屋松之助。妻としの兄は同志社大学名誉教授の和田洋一 (文学研究者)。1929年東京帝国大学法学部卒。在学中新人会に加入。1930年弁護士開業。1932年日本共産党に入る。野呂栄太郎、平野義太郎らの指導で経済学を研究、講座派の一員として野口八郎の筆名で活動。1933年検挙され投獄。1934年倉敷絹織に入り法律問題の仕事に従事。1938年人民戦線事件などで検挙、投獄される。1940年出獄して大日本紡績連合会に入り、綿スフ統制会から繊維統制会価格課長。
戦後共産党に再入党、民科書記局員、幹事となり、自由法曹団に加盟。1947年第1回参議院議員通常選挙に全国区から共産党公認で立候補したが落選。1949年-1972年日本学術会議会員。1950年『アカハタ』編集関係者としてレッドパージ（公職追放）を受ける。その後民主主義科学者協会の設立に参加。1962年「紡績生産費分析」で九州大学経済学博士。

## 著書
- 『紡績生産費分析』日本評論社 1948 御茶の水書房 1973
- 『日本資本主義発達史』ナウカ社 ナウカ講座 1949 のち青木書店
- 『恐慌と軍事経済』青木書店 1953
- 『若ものたちの経済学 対話式入門講座』三一書房 1954
- 『日本現代史大系 経済史』東洋経済新報社 1961
- 『日本マルクス主義理論の形成と発展』青木書店 1967
- 『戦後日本資本主義 その分析と批判』青木書店 1971
- 『日本資本主義小史』新日本出版社 1974
- 『社会科学への思索』青木書店 1975
- 『天皇制研究』青木書店 1979
- 『日本マルクス主義の歴史と反省』合同出版 1980
- 『日本資本主義分析の巨匠たち』白石書店 1982
- 『七〇年代以降の日本資本主義』信州白樺 1984
- 『日本科学的社会主義序説』白石書店 1990

### 編纂
- 伊東三郎『高くたかく遠くの方へ 遺稿と追憶』埴谷雄高,渋谷定輔共編 土筆社 1974
- 『平野義太郎選集』全5巻 白石書店、1990-91

## 論文
- Cinii

## 注
1. ↑  『国政選挙総覧 1947-2016』539頁。
2. ↑  20世紀日本人名事典
3. ↑  日本人名大辞典